# فتى الإنترنت: قصة آرون سوارتز
فتى الإنترنت: قصة آرون سوارتز (بالإنجليزية: The Internet's Own Boy: the story of Aaron Swartz)‏ هو فيلم وثائقي أمريكي عن آرون سوارتز، مِن كتابة وإخراج وإنتاج براين كنابنبرغر.